# Химн на Судан
Ние сме войници на Господ и на нашата земя (араб. نحن جند الله جند الوطن) е националният химн на Судан.
До обявяването на независимостта днешният химн на Република Судан е бил химн на Суданските въоръжени сили.

## Оригинален текст (на арабски)
نحن جند الله جند الوطن

إن دعا داعي الفداء لم نخــن

نتحدى الموت عند المحن

نشترى المجد بأغلى ثمن

هذه الأرض لنا فليع
ش
سوداننا علماً بين الأم
م
يابني السودان هذا رمزكم

يحمل العبء ويحمى أرضكم

## Текст на български
Ние сме армията на Бога и на нашата страна,

Ние никога няма да отстъпим, когато ни призоват към саможертва.

Забравяме смъртта, трудностите и болката,

Да добием славата си на добра цена.

Да живее дълго нашата страна – Судан,

И да покажем на всички нации пътят.

Синове на Судан, призовани сте да служите,

Изпълнете задачата, да запазим нашата страна.